# 倒心叶野木瓜
倒心叶野木瓜（学名：Stauntonia obcordatilimba）是木通科野木瓜属的植物，是中国的特有植物。分布于中国大陆的云南富宁，生长于海拔1,000米的地区，一般生于山地密林边缘，目前尚未由人工引种栽培。